# Lacinipolia davena
Lacinipolia davena är en fjärilsart som beskrevs av Smith 1901. Lacinipolia davena ingår i släktet Lacinipolia och familjen nattflyn. Inga underarter finns listade i Catalogue of Life.